# Dua Sepakat (Kampar Kiri Hulu)
Dua Sepakat is een bestuurslaag in het regentschap Kampar van de provincie Riau, Indonesië. Dua Sepakat telt 203 inwoners (volkstelling 2010).